# Francesc Català Roca
Pour les articles homonymes, voir Catala et Roca.
Francesc Català Roca, né le 19 mars 1922 à Valls (Espagne) et mort à Barcelone le 5 mars 1998 , est un photographe catalan.

## Biographie
L'œuvre photographique de Roca se caractérise par la recherche de points de vue originaux. Roca essaie toujours de faire ressortir l'émotion humaine.
Roca est le fils du photographe Pere Català Pic qui l'introduisit dans le monde de la photographie.
Il collabora avec divers journaux, notamment Destino et La Vanguardia.
Roca monta sa première exposition personnelle en 1953. Il est reconnu pour ses nombreuses illustrations de livres, principalement d'art.
Il obtient en 1983 le prix national d'arts plastiques.

## Collections, expositions
- Château d'eau de Toulouse
- CX CatalunyaCaixa, du 19 juillet au 25 septembre 2011, La Pedrera Barcelone
- Circulo de Bellas Artes, du 19 septembre 2013 au 12 janvier 2014, Madrid

## Prix et récompenses
- Prix de la Ville de Barcelone
- Prix national d'arts plastiques (Espagne) (1983)
- Creu de Sant Jordi, distinction décernée par la Generalitat de Catalogne (1992)

## Publications
- (ca) Els monestir catalans, 1968
- (ca) El Pirineu, 1970
- (ca) Història de l'Art Català, 1983